# 原文彦
原 文彦（はら ふみひこ、1952年 - ）は、日本の作詞家。
一般社団法人日本作詩家協会副会長。
公益社団法人日本空手協会 香川県本部 本部長。
香川県東かがわ市ふるさと大使。

## 来歴
香川県出身。三本松高校卒業。法政大学卒業。大学在学中から本格的に作詞を始めて、西沢爽に師事。一般社団法人日本音楽著作権協会（JASRAC）監事・理事を歴任。

## 受賞歴
- 1985年、第18回日本作詩大賞最優秀新人賞を受賞（研ナオコ 「猫」）[2]。
- 2016年、第58回日本レコード大賞作詞賞を受賞（香西かおり 「秋恋歌」）[1]。
- 2017年、第50回日本有線大賞大賞を受賞（氷川きよし 「男の絶唱」）[2]。
- 2017年、第59回日本レコード大賞優秀作品賞を受賞（氷川きよし 「男の絶唱」）

## 主な作詞楽曲
- 葵かを里「加賀友禅の女」

- 青戸健「明日の虹」「男の勲章」「みちのく盛り場ブルース」

- 秋岡秀治「雪寺」

- 朝花美穂「姉弟役者」「出世街道旅がらす」「なみだの峠」「天空の海城」「流し春秋」

- 岩手和也「咲いてみないか もう一度」
- 岡千秋「群青の弦」

- 小田純平「友情」

- 鏡五郎「惚れて候」

- 金田たつえ「男と女の子守唄」「おんなの三叉路」「瀬戸内みれん」「女房です」「夫婦譜」「湯の町情話」「おんな憂き世川」「よさこい演歌」
- 北川裕二「女つれづれ」「人生、秋最中」

- 北島三郎「職人」

- 北野まち子「あかね空」

- 工藤あやの「白糸恋情話」「洗ひ髪」

- 香西かおり「秋恋歌」「花は泣かない」

- 桜井くみ子「海宿」「しあわせ招き猫」

- さくらまや「浜の恋女房」「ええじゃないか」

- 竹川美子「居酒屋「みなと」」「女のいろは坂」「片恋おぼろ月」「ちぎれ雲」「ひとり岬宿」「花咲峠」「汐騒」「女のみれん」「おんなの終着駅」

- 辰巳ゆうと「雪月花」

- 田辺大蔵「いにしえの人」「おとこの浪漫」「やすらぎ酒場」

- 津吹みゆ「会津・山の神」「雨のむこうの故郷」「おんなの津軽」「望郷恋唄」「あした咲く花」「帰りたい帰れない」「高野雨」「ふるさと母さん」「柳川旅情」
- 寺本圭佑「お前はいずこ･･･。」「半夏生のころ」
- 徳永ゆうき「明日への翼」「空を見上げて」

- 鳥羽一郎「人生花暦」「男の決心」「朋輩よ」

- 中村仁美「恋の川」「冬紅葉」「北の別れ唄」「しあわせ酒」

- 成世昌平「音戸の恋唄」「春よとまれ」「しのび唄」

- 西川ひとみ「父娘うた」
- 原田悠里「春待酒」「望郷」

- 氷川きよし「男の絶唱」「群青の弦」「龍翔鳳舞」「松山空港」「母恋しぐれ笠」「男の峠」「きよしのねずみ小僧」「若松みなとのあばれん坊」「のんき節」「きよしのスイスイマドロスさん」「明日が俺を呼んでいる」「俺ら江戸っ子浅太郎」「男の詩」「きよしの人生太鼓」「千秋万歳」「恋之介旅日記」「それぞれの花のように」「博多祇園山笠」「柔道」「笑おうじゃないか」

- 花咲ゆき美「おんな炎」

- 真木ことみ「女の慕情」「恋日向」

- 松永ひとみ「愛恋花」

- 松前ひろ子「人生勝負」「人生一途」「感謝~私が愛したすべてに」「かもめの姉妹」

- 三門忠司「なみだ裏町おとこ町」

- 美川憲一「金の月」「当たり前のように」

- 美月優「望郷列車～ふるさとを訪ねて」「海の恋女房」

- 水森かおり「オリーブの島から」

- 三山ひろし「恋...情念」「ありんこ一匹」「杉の大杉」
- 村木弾「おまえに逢いたい」「暴れ船」「母さんの海うた」

- 元木道夫「一途な男」「感謝」「ふるさとの灯り」「魂のふるさと」「いのち花」「お前に会いたい」

- 山川豊「最愛」「潮騒」「黄昏」
- 彩青「望郷竜飛崎」

- 和田青児「寿」「宝」
- ONSENサンバ（香川県・白鳥町）
- 社会福祉法人白鳥園　園歌「生かせいのち」
- 福栄やまびこ園　園歌
- 東かがわ市立大内小学校　校歌
- あやがわ音頭（香川県・綾川町）
- おおち音頭（香川県・大内町）
- お元気ですか（愛媛県・河辺町のうた）
- 黒川慕情（香川県・白鳥町）
- 讃岐の子守唄（香川県）
- しろとり音頭（香川県・白鳥町）
- 春夏秋冬・国分寺（香川県・国分寺町）
- 通賢おどり（香川県・引田町）
- 花園音頭（香川県・高松市）